# Kim McAuliffe
Kim McAuliffe (Londres, 13 de mayo de 1959) es una cantante, guitarrista y compositora británica, más conocida por ser una de las fundadoras de la banda de rock conformada por mujeres, Girlschool.

## Biografía
McAuliffe fue una de las fundadoras de Girlschool junto a la guitarrista y vocalista Kelly Johnson y la bajista Enid Williams. Con tan sólo 20 años formaron la banda Painted Ladies, que sería el embrión de Girlschool. En 1978 la banda grabó su primer single, llamado "Take it Away". El sencillo llamó la atención de Lemmy Kilmister, líder de la banda Motorhead, pieza vital para que la agrupación firmara un contrato con Bronze Records en 1979. Un año después fue publicado Demolition, primer álbum de estudio de Girlschool.
En 1981 la banda grabó su álbum más exitoso, Hit and Run. McAuliffe era la encargada de la mayoría de las composiciones, junto a Kelly Johnson y Enid Williams. Con el disco Screaming Blue Murder, la banda empezó a perder popularidad. Este hecho se acentuó con el lanzamiento de Play Dirty en 1983, un fallido intento de realizar un álbum más comercial y accesible. Después de la salida de Kelly Johnson, McAuliffe fue la encargada de realizar la mayor parte del trabajo vocal en la banda en los siguientes álbumes de estudio publicados, y ha permanecido inamovible en el seno del grupo desde su fundación.

## Discografía

### Girlschool
- Demolition (1980)
- Hit and Run (1981)
- Screaming Blue Murder (1982)
- Play Dirty (1983)
- Running Wild (1985)
- Nightmare at Maple Cross (1986)
- Take a Bite (1988)
- Girlschool (1992)
- 21st Anniversary: Not That Innocent (2002)
- Believe (2004)
- Legacy (2008)
- Hit and Run – Revisited (2011)
- Guilty as Sin (2015)